# جون فيلد (كاتب أغاني)
جون فيلد (بالإنجليزية: John Field)‏ هو كاتب أغاني أسترالي، ولد في 15 مايو 1962 في Darlinghurst ‏ في أستراليا.

## وصلات خارجية
- جون فيلد على موقع IMDb (الإنجليزية)
- جون فيلد على موقع ميوزك برينز (الإنجليزية)